# Ратушин, Виктор Михайлович
Виктор Михайлович Ратушин (1953—2014) — советский и российский военный лётчик, командующий авиацией ФПС России, генерал-полковник авиации. Военный летчик-снайпер, заслуженный военный лётчик Российской Федерации.

## Биография
Родился 9 мая 1953 года в Ростовской области. Жил и учился в с. Натырбово Кошехабльского района (ныне Республики Адыгея).
В 1970 году поступил и в 1974 году окончил Борисоглебское высшее военное авиационное училище лётчиков им. В. П. Чкалова.
Службу проходил на должностях лётчика, командира звена и эскадрильи в истребительно-бомбардировочной и штурмовой авиации в Белорусском военном округе, Группе советских войск в Монголии.
В 1982 году поступил и в 1985 году окончил ВВА им. Гагарина.
Проходил службу в Забайкальском военном округе в должности заместителя командира, командира авиационного полка, заместителя командира авиационной дивизии.
В 1991 году поступил и после окончания в 1993 году Академии Генерального штаба назначен на должность командира авиационной дивизии.
18.2.1993 присвоено воинское звание генерал-майор авиации
В марте 1996 года назначен командующим авиацией Федеральной пограничной службы России. В 1996—1997 годах ФПС России располагала 26 авиационными частями, на вооружении которых было 250 многоцелевых вертолетов и более 60 самолетов.
Генерал-полковник авиации.
Умер 21 января 2014 года.

## Награды
- орден Мужества
- орден «За военные заслуги»
- орден «За службу Родине в Вооружённых Силах СССР» 3 степени
- медаль Жукова
- Юбилейная медаль «60 лет Вооружённых Сил СССР»[5]
- Юбилейная медаль «70 лет Вооружённых Сил СССР»[6]
- Медаль «За безупречную службу» I степени
- Медаль «За безупречную службу» II степени
- Медаль «За безупречную службу» III степени
- Знак ЦК ВЛКСМ «За воинскую доблесть»
- другие ведомственные награды

### Звания
- Заслуженный военный лётчик Российской Федерации[7]